# Yemanzhelinsk
Yemanzhelinsk (del ruso: 'Еманжелинск') es una ciudad en el óblast de Cheliábinsk, Rusia, localizado en la vertiente oriental de los Urales del Sur. A 50 km al sur de Cheliábinsk.

## Historia
Yemanzhelinsk fue fundada en 1770 como un pueblo cosaco, sobre una fortaleza en el río Yemanzhelinka (en baskir: la cabeza Yaman-Yylғa — «Río malo (mal)»). En los dominios de la ciudad, uno de los más grandes lagos del Óblast. -- El gran Sarykul, en él desembocan los ríos del Yemanzhelinka, Borísovka y Klyuchevka. Conocido como stanitsa Yemanzhelínskaya (Еманжелинская) desde 1866. Se convirtió en un asentamiento minero de carbón en 1930 y 1931, debido al desarrollo de explotación de los yacimientos carboníferos. Surgió el barrio obrero de Еманжелинка (Пгт desde el 10 de septiembre de 1932) y para el 25 de septiembre de 1952 obtuvo el estatus de ciudad.
La esperada exploración geológica comenzó en 1929. Hacia 1931 estaban prospectadas millones de toneladas de reservas de carbón. En julio de este año, en la primera mina del «Norte» (Северный) se halla el primer yacimiento. El pueblo construido recibió el nombre de Pueblo Negro, luego de las minas de carbón, Yemanzhelinsky. En 1934 se abre una escuela y se termina la construcción del club «El Pequeño Minero». Con este comienza la vida cultural en Yemanzhelinsk.
Debido a las pésimas condiciones del yacimiento de la veta de carbón, había una ineficacia en el trabajo de la sección Norte, y en 1934 ya había dejado de existir. Pero el año había comenzado a trabajar la estación del metro, y en 1936 es puesta en funcionamiento la mina 18-Bis. En el verano de 1939 se da apertura a la mina 19 —la mina 18— ya había cerrado.
En noviembre de 1941 la sección «Batúrinsky» (Батуринский) empezó a producir carbón. En el verano de 1942 comenzó a laborar la Central de los Talleres Electromecánicos, evacuado del Donéts, en septiembre de ese año se montó la Fábrica Mecánica de Rostov.  
Durante la Gran Guerra Patria en las galerías y las plataformas de carga trabajaron mujeres y adolescentes. En los campos de batalla murieron cerca de 900 yemanzhelinos.
Con la posguerra se produjo un mayor desarrollo de las minas de carbón del poblado de Yemanzhelinsk. En 1947 la fábrica de ladrillos comienza a trabajar a gran escala. El 25 de septiembre de 1951 las minas de carbón pasaron a la subordinación regional de la ciudad de Yemanzhelinsk. En noviembre del 52 se pone en funcionamiento la mina-54. Después que las minas «Krasnosélskaya» y «Kullyárskaya» comenzaran a trabajar en el corte-7, inició labores la «Kullyárskaya-3» y el corte-8.
En mayo del 59 estaba en marcha la fábrica de confección, que comenzó con la transformación de Yemanzhelinsk en una ciudad diversificada.
En 1961 el poblado de Transurales (Зауральский) fue entregado bajo la subordinación de la ciudad, y en 1962 — el poblado de Krasnogorsky.
En enero del 62 la mina «Batúrinsky Oriental 1—2» (Восточно-Батуринская 1—2) entra en funcionamiento. En el 69 la fábrica de enriquecimiento y la mina  «Восточно-Батуринская— 3», que luego se llamaría simplemente "Batúrinsky". En la base de la mina 19-а. En el 70 comienza a trabajar, con la filial fábrica de producción de señales de medios (GDUP «Señal-Polímero», luego sería llamada «Fábrica Pirotécnica Uraliana»). En la base de la mina-54 Yemanzhelinsk ganó la  fábrica de reparación.
En 1997 el país comenzó un proceso de reestructuración de la industria carbonífera, lo que esto significaba era el cierre de las empresas de extracción del carbón. Serían cerradas las minas: «Batúrinsky», «Kullyarsky» y «Oriental».

## Ecоnоmíа
Con el cierre de las minas y el recorte de la economía se perdió un importante sector en esta rama, la industria hullífera de la ciudad había desaparecido. Las fábricas: Mecánica, de Alimentación, de Reparación, de Confección, la industria de Construcción y la de Producción de los materiales de construcción fueron cedidas a una de las empresas más estables de la región, que sobrevivió a la crisis económica mundial — «La Fábrica de Ladrillos de Yemanzhelinsk».

## Transporte
Cerca de la ciudad pasa la autopista federal  M36  que forma parte de la ruta europea  E123  y la ruta asiática  AH7 .

### Estación ferroviaria Еманжелинск
Está ubicada a 6 km de la ciudad en п. Transurales en línea Cheliábinsk — Tróitsk.

### Estación de autobuses «Еманжелинск»
Situada en la calle Lenin. El Líder —Хозяин— ООО «ЕСТА» .En el verano de 2010 le fue asignado un nuevo y moderno edificio de dos pisos. Anteriormente existía una estructura muy vieja de un solo piso. La nueva estación autobuses se construyó a algunos metros de él. En 2012 se elevó un segundo piso.

## Parques y jardines

### Jardín de la ciudad
El parque más grande de Yemanzhelinsk (2011). En el jardín se encuentran: una fuente, un faro con estanque, una columna con la escultura «el Ángel de la Paz» o «el Buen Ángel del Mundo», un parque infantil, el monumento a las víctimas de la represión política, una capilla decorativa, una puerta simbólica de la ciudad, entre otras atracciones.

### Parque deportivo
Es el segundo parque más grande de la ciudad. Está situado en el territorio del «Tifón». En el parque  deportivo se encuentran un jardín infantil, cancha de baloncesto, pista para los skateboarders, en la competición «Europa-Asia».

### Nuevo parque
Inaugurado el 15 de mayo de 2011 en paralelo a la calle Engels.

### Plaza Komsomólskaya
Única plaza de la ciudad que curiosamente cruza la calle Lenin. — El monumento a V. I. Lenin.

## Personas destacadas
- Irina Shayk — topmodelo.
- Аlеksаndr Girzеkorn (1954) — empresario y personaje público.
- Dmitri Оkkеrt — periodista.
- Yevgeni Baréyev — gran maestro de ajedrez.
- Friedrich Lips — acordeonista, artista del pueblo de la Federación de Rusia.
- Aleksandr Vlаdímirоvich Frish — artista del circo de Moscú en el bulevar Tsvetnói, artista emérito de Rusia.
- Olga Vаlériеvnа Lisаk — actriz y directora de cine.
- Dmitri Andréyevich Starodúbtsev — atleta (salto con pértiga) participante en los Juegos Olímpicos de Beijing 2008 y Londres 2012.
- Mijaíl Andréyevich Martynyuk - solista del Ballet del Kremlin.